# هانس برينكمان
هانس برينكمان (بالألمانية: Hans Brinkmann) (و. 1956 – م) هو كاتب، من ألمانيا، ولد في فرايبرغ.